# Torre (Louriçal do Campo)
Torre é uma aldeia portuguesa com 44 habitantes (2011), pertencente à freguesia de Louriçal do Campo, no Município de Castelo Branco e Distrito de Castelo Branco.
Localiza-se a 1,5 quilómetros da sede de freguesia e a 32 quilómetros de Castelo Branco.

## Toponímia
O nome da aldeia deriva da existência de uma casa de habitação com dois andares (rés-do-chão e 1ª andar), o que para esse tempo era muito invulgar, devido ao facto da casa ser mais elevada do que as restantes, o lugar começou a ser apelidado de torre, ficando esse a ser o nome como ficou conhecida a terra.

## População
| 2001 | 2011 |
| 120  | 44   |

## Economia
A sua população, predominantemente idosa e reformada, dedica-se à agricultura de sustento próprio. Há ainda habitantes que se dedicam à construção civil e ao negócio da madeira. 
Devido à falta de trabalho na freguesia e na região, a maioria dos seus naturais vê-se forçada a sair para outras regiões como a zona da Grande Lisboa ou para o estrangeiro, nomeadamente para França. No entanto é nos meses de verão, especialmente em agosto por altura das festas populares, que a população da aldeia chega a atingir mais do que uma centena de pessoas, que regressam a sua terra natal.

## História
A terra é conhecida pelas numerosas azenhas existentes, chegando a contar-se no total 38 Azenhas edificadas na aldeia, devido a proximidade com Ribeira da Ocreza que nasce perto da aldeia, muitas famílias tinham nas azenhas o seu sustento de vida. Actualmente encontram-se praticamente todas destruídas, com excepção de uma azenha particular que foi totalmente restaura pelo seu proprietário.
A aldeia possui uma capela, um recinto de festas e uma fonte edificada em 1929, no entanto ao longo da sua história foi dotada de outras instalações e serviços já extintos ou destruídos hoje em dia, como um forno comunitário, eira comunitária, posto de correios, escola primária, tabernas, e inclusivamente há registos de ter existido uma "casa da justiça" no século XVIII.
Realiza as suas festas populares em honra do Divino Espírito Santo, orago da localidade, no dia de pentecostes sete semanas depois da Páscoa.